# إيفان ماكي
إيفان ماكي (بالإنجليزية: Evan Mackie)‏ هو عسكري نيوزيلندي، ولد في 31 أكتوبر 1917 في Waihi ‏ في نيوزيلندا، وتوفي في 28 أبريل 1986.